# Continuïteitsmontage
Continuïteitsmontage is een vorm van filmmontage waarbij speciale aandacht wordt besteed aan de continuïteit. Deze wijze van monteren van film- of videobeelden wordt toegepast door vrijwel elke Hollywood-filmmaker. Het doel van de continuïteitsmontage is het onzichtbaar maken van het werk van de editor. De kijker mag niet duidelijk merken dat er in de beelden is geknipt, en shots moeten natuurlijk in elkaar overlopen. Hiervoor worden verschillende montagetechnieken gebruikt:
- Establishing shot
- Shot/tegenshot
- 180 gradenregel - De camera mag een denkbeeldige lijn tussen twee objecten niet overtreden.
- 30 gradenregel - Het camerastandpunt moet altijd minimaal 30 graden gewijzigd zijn in het opvolgende shot.
- Knippen in actie - Knippen in een shot waarin niets beweegt of te zien is wordt meestal afgeraden.

De techniek werd geïntroduceerd door Edward Stanton Porter, een regisseur voor de Edison Manufacturing Company.